# Verspaansing
Onder verspaansing wordt het proces verstaan van taal- en cultuurassimilatie, waarbij oorspronkelijk niet-Spaanstaligen of oorspronkelijk niet-Spaanstalige gebieden overgaan op het Spaans. Het kan hierbij om minderheden of meerderheden gaan. De term wordt gebruikt in de taalkunde, de geschiedeniswetenschap en de sociologie.
Het bekendste voorbeeld van verspaansing is Latijns-Amerika (op Brazilië na), waar sinds de komst van Columbus in 1492 steeds meer Spaanse kolonisten zich in de Nieuwe Wereld gingen vestigen. Na de onderwerping van de Inca's en de Azteken overheersten de Spanjaarden half Amerika, waarna zij hun taal en cultuur overbrachten op de inheemse bevolking.
Tegenwoordig vindt nog steeds een soort verspaansing plaats in het zuidwesten van de Verenigde Staten, waar steeds meer Mexicanen en andere Latijns-Amerikanen zich vestigen, waardoor de Engelse voertaal wordt verdrongen door het Spaans.